# 비오사 오스마니
비오사 오스마니사드리우(알바니아어: Vjosa Osmani-Sadriu, 1982년 5월 17일 ~ )는 코소보의 법학자로 전 국회의장 및 대통령 권한대행을 지냈으며 현재 코소보 제6대 대통령이다. 프리슈티나 대학교 및 로체스터 공과대학교 코소보의 교수인 그는 피츠버그 대학교의 객원 교수로도 활동했다. 2019년 총선 당시 민주동맹(LDK)의 총리 후보였으며, 2021년 대선에 자결운동 및 오스마니 본인이 창당한 모험당의 단일 후보로 출마하여 당선되었다.